# Gremio de Pescaderos

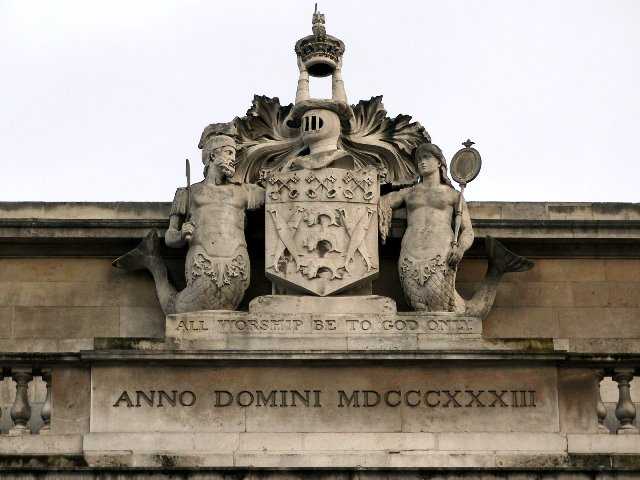
Armas de los Pescaderos de Londres

El Gremio de Pescaderos (en inglés Worshipful Company of Fishmongers) es una de las compañías de librea, asociaciones mercantiles medievales de la ciudad de Londres, Inglaterra.
Los pescaderos en Londres primero formaron esta organización en 1272. Esta entidad empezó como una compañía bajo la carta real de incorporación en 1604.
En 2014-15 el maestro del antiguo gremio en Inglaterra es James Fforde FCA.